# 秋之回憶：打勾勾的記憶
《秋之回憶：打勾勾的記憶》是5pb.於2010年7月29日作为秋之回忆系列十周年纪念作品发行的Xbox 360用恋爱冒险游戏。是該系列的第7作。中文版亦於同年11月10日發行，而臺灣光榮特庫摩於2011年6月2日發行PC用中文版。

## 遊戲特色
隨著劇情的發展，當遊戲畫面的右上方出現類似手指的時候，就表示現在能夠進行“打勾勾”，打勾勾完畢後會觸發相應的劇情。“打勾勾”系統是進入各角色路線的必不可少的“鑰匙”。需要注意的是，如果不顧攻略劇情的需要而一味進行打勾勾，會出現修羅場（參見School Days）、感情破裂等Bad Ending。同時，「打勾勾」這個系統對CG的開啓有影響。

## 故事介绍
故事發生於神奈川県藤川市——
今天也一如往常，而春神也一如既往地降臨在位於神奈川縣藤川市的藤林高中。在黃金周剛結束的季節。溫暖的陽光，從教室的窗子裡照了進去，而直樹總是祈求著這件事。
“如果什麼都不改變，永遠都不要有改變，可以一直這麼溫暖地度過每一天就好了——”的確，直樹升到高中二年級之後，也沒什麼改變。“千夏可是直樹同學的新娘子喲！”
不帶著害羞的語氣說著這話的就是青梅竹馬的同班同學“天川千夏”，直樹暗許：“要是在學校的同學們，可以永遠享受這種簡單但幸福的生活就好了....”
然而，這個小小願望，卻被一個突然出現的神秘少女給打碎了。突然出現在直樹面前的神秘少女“南雲 霞”，還有突然開始直樹跟霞的秘密同居生活。以及霞對直樹所說，耐人尋味的話語：“如果想趕我出去，請便。”“反正我失去的只是一個棲身之所，而你失去的卻是你的大好前途。”為此困惑的直樹，面對開始崩壞的日常生活，以及明確的記憶矛盾。牽著兩人的小指，你有勇氣放開嗎？

## 角色介紹[3]
芹澤直樹（CV：岡本信彦）
16歲。主人公，市立藤林高中二年級學生，於別人面前表現開朗。在10年前的一次「事故」中喪失了記憶，並被本家取消了繼承人的資格，最後被逼離開天川家開始獨立生活。
天川千夏（CV：鹿野優以）
「千夏我，是直樹的未婚妻！」
16歲，152cm高，7月19日生日。女主角之一，市立藤林高校二年級學生，是直樹的同班同學兼青梅竹馬的表親。一直都黏著直樹。小時候兩人曾經訂過婚，不過現在因為家庭的關係取消了婚約，但千夏本人還是自稱是直樹的妻子。從早到晚二十四小時都在意著直樹的事情，所以每天一起上下學，在學校裡也是經常在一起。
南雲霞（CV：小林優）
「想趕我出去的話，隨你的便。我失去的只不過是棲身之處，可以換掉你的前程。這個交易實在很有趣呢。」
16歲，163cm高，9月30日生日。女主角之一，突然離家出走來到直樹家中的少女。好像是從很遠的城鎮跑來的，並強行和直樹開始了同居生活。冷靜且富有心計，不過對戀愛方面並不瞭解。雖然身材很好，可是本人卻沒有這樣的意識。
星月織姬（CV：野中藍）
「不要叫我小公主啦！」
24歲，145cm高，7月8日生日。市立藤林高中的新人數學教師，是直樹班上的新班主任。她常為身高而感到煩惱，因為總是夠不到黑板的上方。學生都親切地稱呼她為“小公主老師”但她本人卻不喜歡這個稱呼。
鼓堂詩名（CV：早見沙織）
「哼哼，對有『網羅了整個學校的情報消息』之稱的我用這種態度真的好嗎？學~長~？」
15歲，160cm高，12月1日生日。市立藤林高中一年級學生，是個開朗活潑且充滿朝氣，做事非常積極主動的女孩。身為知曉幾乎整個學校所有情報的小廣播，對各種流言十分感興趣。
莉莎．凱熙．福思德（LISA CAYCE FOSTER，CV：酒井香奈子）
「萬分歡迎您光臨風流庵！」
16歲，171cm高，10月30日生日。在日本進行短期留學的美國少女。金髮碧眼是她給人的第一印象。在名為“風流庵”的餐廳打工，並在那結識了直樹。留學中的她對於日本的歷史與文化有著極大的興趣，尤其是江戶文化。
稻穗信（CV：間島淳司）
23歲，175cm高，1月4日生日。秋之回憶系列的萬年配角，本作为日式餐厅“风流庵”的代理店长。
佐賀亨（CV：根本幸多）
18歲，171cm高，6月29日生日。曾在秋之回憶6登場，與直樹在童年時就相識。自從在秋之回憶6中大學入學考失敗後，現在為了重考的學費而在風流庵努力打工。
汐鐘京子（CV：櫻井みき）
「誰准你在這偷懶的，還不快點工作！」
20歲，166cm高，4月1日生日。風流庵的廚師，常使用手刀教訓不認真工作的工讀生(連信也教訓過)，為人豪邁、做事認真，製作料理美味且上菜速度又快。
是個料理天才。對肯定的工讀生才有直呼姓名的習慣，此期間沒肯定的一律用新人幾號來稱呼。

## 外部連結
- 秋之回憶：打勾勾的記憶 官方網站 （页面存档备份，存于）